# Lemat Ogdena
Lemat Ogdena – uogólnienie lematu o pompowaniu dla języków bezkontekstowych. Służy do udowadniania, że dany język nie jest językiem bezkontekstowym.
Lemat mówi że:

Dla każdego języka bezkontekstowego {\displaystyle L} istnieje taka stała {\displaystyle n,} że dla każdego słowa {\displaystyle z\in L,} zawierającego co najmniej {\displaystyle n} wyróżnionych pozycji, możemy podzielić {\displaystyle z} na {\displaystyle uvwxy} w taki sposób, że:
- słowo {\displaystyle vx} zawiera (przynajmniej jedną) wyróżnioną pozycję,
- słowo {\displaystyle vwx} zawiera co najwyżej {\displaystyle n} wyróżnionych pozycji,
- dla każdego {\displaystyle k} mamy {\displaystyle uv^{k}wx^{k}y\in L.}

Lemat o pompowaniu dla języków bezkontekstowych jest szczególnym przypadkiem, gdzie wszystkie litery słowa są wyróżnione.